# 塞巴斯蒂安 (军事统帅)
塞巴斯蒂安努斯（拉丁語：Sebastianus），可能卒于450年。罗马帝国将领。

## 生平
塞巴斯蒂安是罗马将领博尼法斯的女婿。432年，帝国西部的实际掌权者太后普拉西提阿为了制衡另一位将领埃提乌斯，提拔博尼法斯为全军统帅并授予其勋贵头衔。埃提乌斯闻讯起兵反叛，双方在里米尼爆发战斗，博尼法斯取胜，然而他在战斗中负伤，很快去世。塞巴斯蒂安遂继承了全军统帅职务。
433年，埃提乌斯率领匈人大军卷土重来，塞巴斯蒂安无力抵抗，逃往东部帝国的宫廷，并得到礼遇。普洛斯珀记载，441或442年，狄奥多西二世曾派他作为将领之一，率舰队进攻汪达尔王国。
444年，由于权力斗争离开君士坦丁堡，投奔了西哥特国王狄奥多里克，后来又投奔汪达尔国王盖萨里克。在445年至450年中的某个时间被盖萨里克处死，可能是由于拒绝改信阿里乌斯派。